# Oktay Demircan
Oktay Demircan (* 29. Juni 1989 in Gebze) ist ein türkischer Fußballspieler.

## Karriere
Demircan begann mit dem Vereinsfußball in der Jugend von Gebzepor und wurde hier im März 2008 Profifußballer. In die Profimannschaft aufgenommen erkämpfte er sich sofort einen Stammplatz.
Nachdem sein Vertrag mit Gebzespor zum Sommer 2010 ausgelaufen war, wechselte er zum Erstligisten Kartalspor. Nachdem Demircan mit Kartalspor zum Sommer 2013 den Klassenerhalt in der TFF 1. Lig verpasste, wechselte er zum Ligakonkurrenten 1461 Trabzon. Am Ende der Drittligasaison 2014/15 konnte er mit seinem Verein die Play-offs der Liga gewinnen und damit den direkten Wiederaufstieg erreichen.

## Erfolge
Mit 1461 Trabzon
- Play-off-Sieger der TFF 2. Lig und Aufstieg in die TFF 1. Lig: 2014/15